# Острељ
Острељ је насеље у општини Бијело Поље у Црној Гори. Према попису из 2003. било је 364 становника (према попису из 1991. било је 365 становника).

## Демографија
У насељу Острељ живи 260 пунолетних становника, а просечна старост становништва износи 35,1 година (35,3 код мушкараца и 35,0 код жена). У насељу има 104 домаћинства, а просечан број чланова по домаћинству је 3,50.
Ово насеље је углавном насељено Србима (према попису из 2003. године), а у последња три пописа, примећен је пад у броју становника.
|  |

| Демографија | Демографија | Демографија |
| Година      | Становника  | Становника  |
| ----------- | ----------- | ----------- |
|             |             |             |
|             |             |             |
|             |             |             |
|             |             |             |
| 1948.       | 165         |             |
| 1953.       | 235         |             |
| 1961.       | 349         |             |
| 1971.       | 438         |             |
| 1981.       | 387         |             |
| 1991.       | 365         | 365         |
| 2003.       | 367         | 364         |
|             |             |             |

| Етнички састав према попису из 2003.‍ | Етнички састав према попису из 2003.‍ | Етнички састав према попису из 2003.‍ | Етнички састав према попису из 2003.‍ | Етнички састав према попису из 2003.‍ |
| ------------------------------------ | ------------------------------------ | ------------------------------------ | ------------------------------------ | ------------------------------------ |
|                                      |                                      |                                      |                                      |                                      |
| Срби                                 | Срби                                 |                                      | 237                                  | 65,10%                               |
| Црногорци                            | Црногорци                            |                                      | 117                                  | 32,14%                               |
| Муслимани                            | Муслимани                            |                                      | 1                                    | 0,27%                                |
| Мађари                               | Мађари                               |                                      | 1                                    | 0,27%                                |
| непознато                            | непознато                            |                                      | 0                                    | 0,0%                                 |

| Година пописа     | 1948. | 1953. | 1961. | 1971. | 1981. | 1991. | 2003. |
| ----------------- | ----- | ----- | ----- | ----- | ----- | ----- | ----- |
| Број домаћинстава | 31    | 42    | 58    | 74    | 73    | 95    | 104   |

| Број чланова      | 1   | 2  | 3  | 4  | 5  | 6  | 7  | 8 | 9 | 10 и више | Просек |
| ----------------- | --- | -- | -- | -- | -- | -- | -- | - | - | --------- | ------ |
| Број домаћинстава | 104 | 20 | 18 | 17 | 19 | 13 | 11 | 3 | 1 | 1         | 1      |

| Пол    | Укупно | Неожењен/Неудата | Ожењен/Удата | Удовац/Удовица | Разведен/Разведена | Непознато |
| ------ | ------ | ---------------- | ------------ | -------------- | ------------------ | --------- |
| Мушки  | 142    | 43               | 91           | 4              | 3                  | 1         |
| Женски | 130    | 20               | 91           | 17             | 2                  | 0         |
| УКУПНО | 272    | 63               | 182          | 21             | 5                  | 1         |

| Пол    | Укупно                    | Пољопривреда, лов и шумарство | Рибарство                            | Вађење руде и камена | Прерађивачка индустрија       |
| ------ | ------------------------- | ----------------------------- | ------------------------------------ | -------------------- | ----------------------------- |
| Мушки  | 67                        | 8                             | 0                                    | 0                    | 9                             |
| Женски | 17                        | 4                             | 0                                    | 0                    | 0                             |
| УКУПНО | 84                        | 12                            | 0                                    | 0                    | 9                             |
| Пол    | Производња и снабдевање   | Грађевинарство                | Трговина                             | Хотели и ресторани   | Саобраћај, складиштење и везе |
| Мушки  | 2                         | 0                             | 2                                    | 1                    | 2                             |
| Женски | 0                         | 0                             | 0                                    | 1                    | 0                             |
| УКУПНО | 2                         | 0                             | 2                                    | 2                    | 2                             |
| Пол    | Финансијско посредовање   | Некретнине                    | Државна управа и одбрана             | Образовање           | Здравствени и социјални рад   |
| Мушки  | 0                         | 0                             | 13                                   | 4                    | 2                             |
| Женски | 0                         | 0                             | 1                                    | 5                    | 0                             |
| УКУПНО | 0                         | 0                             | 14                                   | 9                    | 2                             |
| Пол    | Остале услужне активности | Приватна домаћинства          | Екстериторијалне организације и тела | Непознато            | Непознато                     |
| Мушки  | 0                         | 0                             | 0                                    | 24                   | 24                            |
| Женски | 0                         | 0                             | 0                                    | 6                    | 6                             |
| УКУПНО | 0                         | 0                             | 0                                    | 30                   | 30                            |